# さいたま新都心合同庁舎
さいたま新都心合同庁舎は、埼玉県さいたま市中央区のさいたま新都心8街区にある国の合同庁舎。1号館、2号館、検査棟、厚生棟で構成されている。

## 概要
東京一極集中を是正し、国土の均衡ある発展を図る施策として、国の行政機関の移転を推進することが1988年（昭和63年）1月に閣議決定され、東京に一極集中している国の行政機関の一部を地方に分散させることを目的として同年に多極分散型国土形成促進法が施行された。これに基づき旧国鉄大宮操車場の跡地をさいたま新都心として開発し、その一環で大蔵省（現・財務省）をはじめとする各省庁の関東甲信越地方を所掌する機関を中心とした一部の行政機関が大手町合同庁舎から移転することが決まった。
さいたま新都心合同庁舎は「さいたま広域合同庁舎」の仮称で行政機関の移転先として建設された。なお、建設費には大手町合同庁舎の敷地売却で得た代金も充てられた。

## 入居官署

### 1号館
人事院関東事務局、総務省関東管区行政評価局、関東財務局、国税庁関東信越国税局、浦和税務署、国税庁関東信越国税不服審判所、厚生労働省関東信越厚生局、経済産業省関東経済産業局、経済産業省関東東北産業保安監督部、環境省関東地方環境事務所

### 2号館
関東地方整備局、関東管区警察局、北関東防衛局、東京矯正管区、関東農政局、関東地方更生保護委員会

### 検査棟
独立行政法人農林水産消費安全技術センター